# Louis Winslow Austin

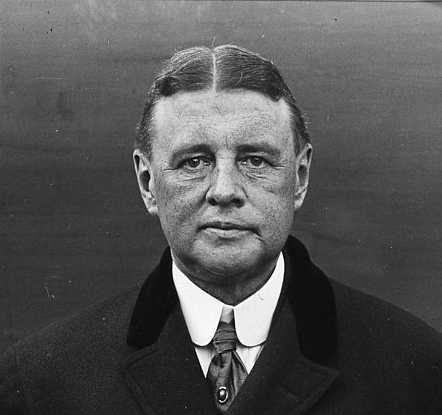
Louis W. Austin, ca. 1918

Louis Winslow Austin (* 30. Oktober 1867 in Orwell (Vermont); † 27. Juni 1932 in Washington, D.C.) war ein amerikanischer Physiker, bekannt für Forschungen zu Funkübertragungen mit großer Reichweite.

## Leben
Louis Austin wurde 1867 in Orwell (Vermont) geboren und am dortigen Middlebury College ausgebildet. Er studierte Physik an der Universität Straßburg (damals zum Deutschen Reich gehörend) und erlangte dort im Jahre 1893 den Doktorgrad. Von 1893 bis 1901 lehrte er Physik als Dozent und Assistenzprofessor an der University of Wisconsin–Madison (USA). Danach kehrte er für zwei Jahre nach Deutschland an die Physikalisch-Technische Reichsanstalt in Berlin-Charlottenburg zurück, wo er an heißen Gasen und Kathodenstrahlen forschte.
1904 begann er mit der Arbeit an Funkübertragungen für das U.S. Bureau of Standards. 1908 wurde Austin Leiter eines Marinefunktelegraphielabors im Naval Research Laboratory und von 1923 bis 1932 Leiter des Labors des Büros für spezielle Funkübertragungsforschung.
Austins Arbeit umfasste Fernübertragungsexperimente, insbesondere eine 1910 durchgeführte Studie, die den Funkkontakt zwischen Schiffen testete, die zwischen den Vereinigten Staaten und Liberia unterwegs waren. Diese Arbeit half Austin und seinem Mitarbeiter Louis Cohen bei der Entwicklung der Austin-Cohen-Formel zur Vorhersage der Stärke von Funksignalen über große Entfernungen. Austins spätere Arbeit konzentrierte sich auf die Untersuchung von atmosphärischen Funkstörungen.
1927 wurde er für seine Arbeiten mit der angesehenen IEEE Medal of Honor ausgezeichnet.
Austin starb mit 64 Jahren am 27. Juni 1932 in Washington, D.C.

## Auszeichnungen
- Ehrendoktorwürde (Middlebury College, 1920)
- IEEE Medal of Honor (1927)